# Zorion minutum
Zorion minutum là một loài bọ cánh cứng trong họ Cerambycidae.